# Norra Vi
Norra Vi är kyrkbyn i Norra Vi socken i Ydre kommun, Östergötlands län.
Byn där Norra Vi kyrka återfinns, ligger vid södra spetsen av Norra Vifjärden i Sommen.
Någon by i egentlig mening är det inte. Halva bebyggelsen hör i stället till byn Norrhamra, den andra halvan ligger på Ribbingshovs ägor. Vi var dock ursprungligen en by som var kyrkby i socknen. Den omtalas första gången 1279 då Ulfhild Magnusdotter (Folkungaättens lagmansgren) kungjorde att hennes man Birger Filipsson (Aspenäsätten) bytt bort hennes gård Vi. 1320 ärvde Katarina Birgersdotter (Finstaätten) en gård med underlydande torp i Vi. 1479 omtalas Nils i Vi som nämndeman i Ydre härad och 1482 sägs Ivar Axelsson (Tott) äga klockarjord i kyrkbyn Vi. Under 1500-talet räknas Vi som ett mantal frälse. Vi byter senare namn till Ribbingshov.
Bebyggelsen utgörs huvudsakligen av den "tätort" som växte fram här i början av 1900-talet.